# Guðmundur Magnússon (författare)
Guðmundur Magnússon, född 12 februari 1873, död 18 november 1918, var en isländsk författare, verksam under pseudonymen Jón Trausti.
Guðmundur Magnússon framträdde först som poet med några mindre diktsamlingar som Heima og erlendis (1899) och Íslandsvísur (1903) men ägnade sig senare helt åt prosan. Genom framför allt sina romaner Borgir (1909, svensk översättning 1921), Heiðarbylið (1908–11) samt sina novellsamlingar Smásögur (1909–12), fortsatt av en postum samling kallad Samtíningur (1920), skapade han sig ett namn som den främste prosaisten på Island under tidigt 1900-tal. Guðmundur Magnússons stoff hämtades ofta ur bondelivet sådant det levdes under torftiga villkor på det isländska nordlandet. Han var en skarp iakttagare med frodig fantasi.